# Língua záparo
A  língua záparo ou zápara (também chamada kayapwe) é um idioma que pertence à família das línguas zaparoanas. Trata-se de um língua quase extinta do Peru e já extinta no Equador. É uma língua de estrutura SOV para frases.

## História
Os primeiros contatos com a etnia zápara ocorreram em 1667 (Reeve 1988). Osculati calcula que em 1850 a etnia se compunha de umas 20 mil pessoas. Cerca de 75 anos depois restavam 1000 indivíduos (Tessmnan 1930). Seu território tradicional ficava a uns 100 km ao leste da atual cidade de Puyo, Equador, no curso médio do rio Bobonaza, rio esse que separava seu território dos achwar (cuja língua é uma das Línguas jivaroanas). Alguns grupos záparos do rio Curaray migraram para o norte e se instalaram na margem colombiana do rio Putumayo. Em 1940, eram apenas 14 pessoas os sobreviventes desse grupo e daí em diante não mais se ouviu acerca deles, pelo que se conclui sobre sua extinção ou incorporação a outros grupos étnicos perdendo sua cultura e sua língua.
Vários fatores contribuíram com a extinção da língua. Houve a forte redução da população causada por doenças vindas de fora como varíola, tuberculose e pneumonia. Por outro lado, os deslocamentos forçados e os maus tratos causados pelo avanço dos colonos brancos também causaram decréscimo da população. Por fim, a integração com outros grupos étnicos maiores com os quais os záparos mantinham relacionamento próximo, como os Quíchuas das terras baixa do leste equatoriano e os achwar (Reeve 1988, Stark 1985), também levaram ao descréscimo populacional.

## Distribuição geográfica
- Os záparos vivem entre os rios Curaray e Bobonaza, província de Pastaza, Equador. Conforme Andrade Pallares (2001) e Juncosa (2000), habitam as comunidades de rio Curaray, Conambo (Llanchamacocha/Witsauke; Jandiayacu/Masaraka e Mazaramu/Aremanu), río Piiduyacu (Cuyacocha y Akamaro), Torimbo y Balsaura.
- No passado, os záparos viveram nas províncias de Loreto e de provincia de Maynas, na região de Loreto no Peru, mas não há mais falantes de záparo no país.

## Falantes
As estimativas de especialistas diferem, mas todos especialistas concordam quanto os riscos de extinção da língua. A população zápara seria da de umas 200 pessoas no Equador e outras 200 no Peru, quase todos falantes do Quíchua como primeira língua. Gordon (dados de 2005) registrou a presença de um só falante e Andrade teria localizado 5 falantes em 2001, todos entre 70 e 90 anos. Juncosa, em 2000, apontava 24 pessoas falando o záparo. Estão sendo feitos esforços para revitalizar a língua, que é ensinada em duas escolas equatorianas e impulsionada pela "Asociación de Nacionalidad Zápara" da Província de Pastaza em conjunto com a Unesco.

## Escrita
A língua Záparo tem sua escrita no alfabeto latino, apresentando quatro vogais A, E, I, U e cinco consoantes puras (M, N, R, S, Y), o Ts, o apóstrofo e 6 fonemas com alternativas gráficas (J/G/C - Ch/C - Kw/Qu -  Sh/S’’/X - P/B  - W/Hu/V)

## Amostra de texto
Kawiriaja kayapuina ichaukui ta nuka pucha panicha kupanimajicha cha nuka nishima ikicha kiniana panicha tamanuka kanata ikimajicha.
‘’Português’’
Todos seres humanos nascem livres e são iguais em dignidade e direitos. São providos de razão e consciência e devem agir uns em relações aos outros num espírito de fraternidade. ‘’(Artigo 1 da Declaração Universal dos Direitos Humanos)’’.

## Vocabulário
Alguns nomes de plantas e animais em záparo (Beier et al. 2014):
| \| Záparo (ortografia) \| Záparo (fonética) \| Português \| Espanhol \| Nome científico \| \| ------------------- \| -------------------------------------------------------------------- \| --------------------------------------------- \| ----------------------------------------------------------------------------------------------------------------------------------------------- \| ------------------------- \| \| akaya \| [a'ka.ya] \| capivara \| ronsoco, capihuara (mamífero) \| Hydrochoerus hydrochaeris \| \| anasuicha \| [a'na.su.i.cha] \| lontra \| nutria, lobito de río, zorrito de río, cabeza de mate (mamífero) \| Lontra longicaudis \| \| anasuihya \| [a.na.su'i.hya] \| lontra \| término cariñoso para la nutria, lobito de río, zorrito de río, cabeza de mate (mamífero) \| Lontra longicaudis \| \| arawsu \| [a'raw.su] \| tamanduá-mirim \| oso hormiguero pequeño (mamífero) \| Cyclopes didactylus \| \| arityawkuka \| [a.ri'tyaw.ku.ka] \| bugio \| mono coto (mamífero) \| Alouatta seniculus \| \| aryawku \| ['a.ryaw.ku, a'ryaw.ku] \| cachorro \| perro (mamífero) \| \| \| asay \| [a'say] \| tamanduá-bandeira \| oso banderón, también conocido localmente como ‘tamanua’ (mamífero) \| Tamandua tetradactyla \| \| atari \| [a'ta.ri] \| morcego \| murciélago (mamífero) \| \| \| atawari imatinya \| [a'ta.wa.ri i'ma.ti.nya] \| jaguarundi \| tigrillo (mamífero) \| Herpailurus yagouaroundi \| \| awra \| ['aw.ra] \| onça-parda \| puma, lluichupuma (mamífero) \| Puma concolor \| \| chiriha \| ['chi.ri.ha] \| preguiça-de-hoffmann \| tipo de pelejo de dos dedos, más pequeño que el animal conocido localmente como ‘indilʸama’ (mamífero) \| Choloepus hoffmanni \| \| imatinya \| [i'ma.ti.nya] \| onça-preta \| tigre, jaguar, otorongo (mamífero) \| Panthera onca \| \| iyari \| ['i.ya.ri] \| queixada \| huangana, puerco montés (mamífero) \| Tayassu pecari \| \| ɨsɨka \| ['ɨ.sɨ.ka] \| sauim \| chichico, mono támarin, término general (mamífero) \| Saguinus spp. \| \| kahi \| ['ka.hi, 'kaa.hi] \| preguiça-real \| pelejo de dos dedos (mamífero) \| Choloepus didactylus \| \| kakɨka imatinya \| ['ka.kɨ.ka i'ma.ti.nya] \| onça-parda \| pantera negra (mamífero) \| Puma concolor \| \| kamɨtaka \| [ka'mɨ.ta.ka] \| quatipuru \| ardilla (mamífero) \| \| \| kararanu \| [ka'ra.ra.nu] \| ariranha \| lobo de río, lobo marino (mamífero) \| Pteronura brasiliensis \| \| kashakawka \| [ka.sha'kaw.ka] \| veado-catingueiro \| venado cenizo, venado gris (mamífero) \| Mazama gouazoubira \| \| kashawkunu \| [ka'shaw.ku.nu] \| cutiara \| guatusa, punchana, añuje menor (mamífero) \| Myoprocta pratti \| \| kashi \| ['ka.shi, 'kaa.shi] \| caititu \| sajino, pecari (mamífero) \| Pecari tajacu \| \| kashiricha \| [ka'shi.ri.cha] \| rato \| rata, ratón, término general (mamífero) \| \| \| kashiricha \| [ka'shi.ri.cha] \| rato, Cricetidae sp. (Phyllotis xanthopygus?) \| pericote (mamífero) \| \| \| kawruruku \| [kaw'ru.ru.ku] \| parauaçu \| mono huapo negro (mamífero) \| Pithecia monachus \| \| kɨawka \| ['kɨ.aw.ka, 'kɨ.aw.kwa] \| macaco-de-cheiro \| mono fraile, mono ardilla, mono barisa (mamífero) \| Saimiri sciureus \| \| kɨraytya muraka \| [kɨ'ray.tya 'mu.ra.ka] \| tatu-canastra \| carachupa mama (mamífero) \| Priodontes maximus \| \| kuchi \| ['ku.chi] \| porco \| chancho, puerco; prestado del kichwa (mamífero) \| \| \| kwatɨ \| ['kwa.tɨ] \| macaco-prego \| mono blanco, tipo de mono capuchino (mamífero) \| Cebus albifrons \| \| kwatɨkaw \| ['kwa.tɨ.kaw] \| macaco-prego \| bebé del mono blanco, tipo de mono capuchino (mamífero) \| Cebus albifrons \| \| kwɨsaw \| ['kwɨ.saw] \| jupará \| cosombo, chosna (mamífero) \| Potos flavus \| \| maaha \| ['maa.ha] \| caramujo \| churo, tipo de caracol acuático comestible \| \| \| maaha imatinya \| ['maa.ha i'ma.ti.nya] \| gato-do-mato \| tipo de tigrillo del tamaño de un gato doméstico (mamífero) \| Leopardus tigrinus \| \| masarityu \| [ma'sa.ri.tyu] \| irara \| manco, tayra, cabeza de mate (mamífero) \| Eira barbara \| \| mɨarawka \| [mɨ'a.raw.ka, mɨ'ya.raw.ka, mɨ'a.raw.kwa, mi'a.raw.kwa, mi'a.raw.ka] \| macaco-da-noite \| mono musmuqui (mamífero) \| Aotus vociferans \| \| mukaha \| ['mu.ka.ha] \| mucura-xixica \| raposa (mamífero) \| Caluromys spp. \| \| munuri \| ['mu.nu.ri] \| cuandu \| puerco espín, erizo (mamífero) \| Coendou spp. \| \| muraka \| ['mu.ra.ka] \| tatu \| carachupa, armadillo (mamífero) \| Dasypus spp. \| \| nakuhinya aryawku \| [na.ku'hi.nya a'ryaw.ku] \| cachorro-do-mato \| perro del monte (mamífero) \| \| \| nɨkɨru \| [nɨ'kɨ.ru] \| veado-mateiro \| venado colorado (mamífero) \| Mazama americana \| \| nyatsaruɨka \| [nya.tsa'ru.ɨ.ka] \| sagui-pigmeu \| mono leoncillo \| Cebuella pygmaea \| \| patawka \| ['pa.taw.ka, 'pa.taw.kwa] \| macaco-barrigudo \| mono choro (mamífero) \| Lagothrix lagotricha \| \| pawaka \| ['pa.wa.ka] \| caracol \| caracol de tierra, comestible \| \| \| pinyawka \| ['pi.nyaw.ka] \| jaguatirica \| tipo de tigre del tamaño de un perro (mamífero) \| Leopardus pardalis \| \| saarɨha \| ['saa.rɨ.ha, sa'rɨ.ha] \| coatá \| mono maquisapa con pecho amarillo (mamífero) \| Ateles belzebuth \| \| sunaku \| ['su.na.ku] \| gambá \| zarigüeya (mamífero) \| Didelphis marsupialis \| \| tawrɨya \| [taw'rɨ.ya] \| paca \| guanta, majás, picuro, paca (mamífero) \| Cuniculus paca \| \| tsumakaw \| ['tsu.ma.kaw] \| zogue-zogue \| mono tocón (mamífero) \| Callicebus discolor \| \| tsutsawka \| ['tsu.tsaw.ka, 'tsu.tsaw.kwa] \| macaco-prego sp. \| mono negro, mono machín negro, tipo de mono capuchin (mamífero) \| Cebus apella \| \| uhu \| ['u.hu] \| quati \| coati, tejón (mamífero) \| Nasua nasua \| \| umuka \| ['u.mu.ka] \| cutia \| guatín, tipo de roedor (mamífero) \| Dasyprocta fuliginosa \| \| yasuka \| ['ya.su.ka, 'ya.su.kwa] \| anta \| danta, sachavaca, tapir (mamífero) \| Tapirus terrestris \| \| yasuka \| ['ya.su.ka, 'ya.su.kwa] \| anta \| danta, sachavaca, tapir (mamífero) \| Tapirus terrestris \| \| amuka \| ['a.mu.ka] \| urubu \| buitre, término general (ave) \| \| \| atawari \| [a'ta.wa.ri] \| galinha \| gallina, gallo, pollo (ave) \| \| \| kɨraka suraka \| ['kɨ.ra.ka 'su.ra.ka] \| arara-cabeça-grande \| tipo de guacamayo conocido por su cabeza grande (ave) \| \| \| masanaka \| [ma.sa'na.ka] \| garça \| garza (ave) \| \| \| matsakaw \| ['ma.tsa.kaw] \| jacamim \| trompetero \| \| \| naraaka \| ['na.raa.ka] \| carará \| anhinga, tipo de ave acuática \| \| \| pawku \| ['paw.ku] \| jacu-de-spix \| pava amazónica, pucacunga \| \| \| piawka \| ['pi.aw.ka, 'pi.aw.kwa] \| mutum \| paujil \| \| \| pishaka \| ['pi.sha.ka] \| pássaro \| ave, pájaro, término general \| \| \| suinyuka \| [su'i.nyu.ka] \| rolinha \| tipo de tórtola de tierra (ave) \| \| \| suraka \| ['su.ra.ka] \| arara \| guacamayo, papagayo, término general (ave) \| \| \| shiawrɨka \| [shi'aw.rɨ.ka] \| papagaio \| perico, tipo de loro (ave) \| \| \| shiryawku \| ['shi.ryaw.ku] \| coruja sp. \| tipo de lechuza pequeña (ave) \| \| \| tawicha \| ['ta.wi.cha] \| maitaca \| tipo de loro conocido localmente como ‘catarnica’ (ave) \| \| \| tɨkɨrɨka suraka \| [tɨ'kɨ.rɨ.ka 'su.ra.ka] \| arara-amarela \| guacamayo amarillo (ave) \| \| \| tukutukuka \| [tu.ku.tu'ku.ka] \| coruja sp. \| tipo de lechuza que anda en el monte (ave) \| \| \| tsɨtsɨkɨrɨka \| [tsɨ.tsɨ'kɨ.rɨ.ka] \| pica-pau sp. \| tipo de carpintero pequeño (ave) \| \| \| tsunuka \| ['tsu.nu.ka] \| pica-pau sp. \| tipo de carpintero pequeño (ave) \| \| \| uihya \| [u'i.hya] \| beija-flor \| picaflor, término general (ave) \| \| \| arɨmanu \| [a'rɨ.ma.nu] \| curimbatá \| sábalo (pez) \| \| \| ashinya \| ['a.shi.nya] \| jaú \| bagre, zúngaro (pez) \| \| \| kahanu \| ['ka.ha.nu] \| ituí? \| tipo de pez conocido localmente como ‘macana’ o ‘yayu’ \| \| \| kawɨmaka \| [ka'wɨ.ma.ka] \| acará? \| bujurqui (pez) \| \| \| nima \| ['ni.ma] \| piranha, pacu \| nombre para varios tipos de los peces palomita y piraña \| \| \| sapi \| ['sa.pi] \| arraia \| raya, tipo de pez \| \| \| shirityunaka \| [shi.ri'tyu.na.ka] \| Prochilodus nigricans \| boquichico, bocachico (pez); también término general para pescado \| \| \| umashi \| ['u.ma.shi] \| traíra \| tipo de pez conocido como ‘huasaco’ o ‘huanchichi’ \| \| \| iyawricha \| [i'yaw.ri.cha] \| jabuti \| tortuga de tierra, de tamaño pequeño \| \| \| mɨrɨhanu \| [mɨ.rɨ'ha.nu] \| jararaca \| jergón, tipo de víbora venenosa (reptil) \| \| \| sawɨraw \| ['sa.wɨ.raw] \| jiboia \| boa, tipo de culebra, término general \| \| \| surɨkawnu \| [su'rɨ.kaw.nu] \| surucucu \| matacaballo, tipo de víbora venenosa \| \| \| tuchihya \| ['tu.chi.hya] \| tartaruga-da-amazônia \| charapa, tipo de tortuga que vive en el agua \| \| \| ahapaka \| [a'ha.pa.ka] \| vespa, abelha \| avispas, abejas, forma plural del término general \| \| \| ahapanu \| [a.ha'pa.nu, a'ha.pa.nu] \| vespa, abelha \| avispa, abeja, término general \| \| \| amanakaw \| [a'ma.na.kaw] \| borboleta \| mariposa, término general (insecto) \| \| \| anaasu \| [a'naa.su] \| mosquito \| zancudo (insecto) \| \| \| anatuka \| [a'na.tu.ka] \| cupim \| comején (insecto) \| \| \| chiriku \| [chi'ri.ku] \| grilo sp. \| tipo de grillo que se encuentra en la casa (insecto) \| \| \| ikinyahwa \| [i'ki.nya.hwa, i'ki.nyaw.hwa, i.ki'nyaw.hwa] \| saúva \| tipo de hormiga que corta y lleva hojas, también llamado curhuince (insecto) \| \| \| ityawru \| ['i.tyaw.ru] \| minhoca sp. \| tipo de lombriz que se utiliza para pescar \| \| \| iwana \| ['i.wa.na] \| mel de abelha \| miel de abeja \| \| \| kawnunaka \| [kaw'nu.na.ka] \| aranha \| araña, término general \| \| \| kusɨpiawka \| [ku.sɨ'pi.aw.ka, ku.sɨ'pi.aw.kwa] \| aranha-d'água? \| tipo de insecto que se conoce porque corre en la superficie de las aguas \| \| \| kwanahunu \| [kwa'na.hu.nu] \| formiga \| hormiga, término general \| \| \| kwananu \| ['kwa.na.nu] \| formiga \| hormiga, término general \| \| \| masawku \| [ma'saw.ku] \| tocandira \| conga, tipo de hormiga negra grande y venenosa que pica fuerte \| \| \| naminyawaha \| [na.mi'nya.wa.ha] \| borboleta (Morpho) \| tipo de mariposa muy grande con alas azules (insecto) \| \| \| nɨnakuha \| [nɨ.na'ku.ha] \| ácaro (Trombiculidae) \| coloradillo, isango; tipo de ácaro parásito de la piel de color rojo y de tamaño muy pequeño que causa comezón \| \| \| sukanaka \| [su'ka.na.ka, su'kwa.na.ka] \| piolho \| piojo (insecto) \| \| \| shimanaka \| [shi'ma.na.ka, shi'ma.na.ka] \| carrapato \| garrapata (insecto) \| \| \| shinyakuka \| [shi'nya.ku.ka] \| berne, ura \| tupe, tupo, la larva parásita de una mosca que causa abscesos en la piel de humanos, perros y otros animales \| \| \| shiriricha \| [shi'ri.ri.cha] \| escorpião \| alacrán (insecto) \| \| \| shɨkuryawka \| [shɨ.ku'ryaw.ka] \| lacraia \| cienpiés (insecto) \| \| \| tupaka \| ['tu.pa.ka] \| cera de abelha \| cera, producto de las abejas \| \| \| tsarapicha \| [tsa'ra.pi.cha] \| minhocuçu \| tipo de lombriz muy gruesa que se usa en la pesca \| \| \| upanicha \| [u'pa.ni.cha] \| carapanã \| tipo de zancudo (insecto) \| \| \| amarihya \| [a'ma.ri.hya, a'ma.ri.ha] \| pupunha \| chonta, pijuayo; tipo de palmera cuyos frutos son comestibles y cuya madera sirve para fabricar casas y bodoqueras \| \| \| aminyaka \| [a'mi.nya.ka] \| chácara \| chacra, un terreno donde una persona, una pareja o una familia siembra, cultiva, y cosecha plantas comestibles \| \| \| anakuka \| [a'na.ku.ka] \| pimenta \| ají \| \| \| apuna \| [a'pu.na] \| cacau \| cacao silvestre (planta) \| \| \| ashinyatu \| [a'shi.nya.tu] \| samaúma \| ceibo rojo, lupuna, tipo de árbol muy grande, usado para hacer canoas \| \| \| awashinyaha \| [a.wa'shi.nya.ha] \| paxiúba \| pambil, tarapoto, tipo de palmera (Iriartea deltoidea) \| \| \| awnɨka \| ['aw.nɨ.ka] \| tabaco \| tabaco (planta) \| \| \| aynyaha \| ['ay.nya.ha] \| fruta-pão \| fruta de pan \| \| \| chiripaka \| [chi'ri.pa.ka] \| mamão \| papaya (fruta comestible) \| \| \| ichawkanaka \| [i.chaw'ka.na.ka, i.chaw'kwa.na.ka] \| cana-de-açúcar \| caña dulce \| \| \| imatsaka \| [i'ma.tsa.ka] \| batata doce \| camote, planta similar a la papa con raíz dulce comestible \| \| \| inyawhwa \| [i'naw.hwa, i'nya.hwa] \| urucum \| achiote, arbusto cuyas semillas producen una sustancia de color rojo que es utilizada como colorante y pintura, inclusive para la cara (planta) \| \| \| ishawna \| ['i.shaw.na] \| Brugmansia \| floripondio, planta de tipo arbusto con flores grandes colgantes, usada por sus propiedades alucinógenas \| \| \| ityawryawka \| [i.tyaw'ryaw.ka] \| timbó \| barbasco, tipo de planta utilizada en la pesca porque produce una sustancia química que paraliza las agallas de los peces \| \| \| iyawka \| ['i.yaw.ka, 'i.yaw.kwa] \| corda, Mikania \| soga, bejuco \| \| \| iyawna \| [i'yaw.na] \| ayahuasca \| la planta de ayahuasca, tipo de bejuco con propiedades alucinógenas \| \| \| kapihyawtu \| [ka'pi.hyaw.tu] \| balsa \| balsa, topa (árbol) \| \| \| karawana \| [ka'ra.wa.na] \| cana-flecha \| caña brava \| \| \| kutsarawka \| [ku'tsa.raw.ka, ku'tsa.raw.kwa] \| mocambo \| cacao blanco, macambo, un fruto comestible \| \| \| kutsatu \| ['ku.tsa.tu] \| seringueira sp. \| tipo de árbol que produce caucho, látex \| \| \| muɨha \| [mu'ɨ.ha] \| mandioca \| yuca \| \| \| nakuna \| ['na.ku.na] \| árvore (geral) \| árbol; tronco, palo \| \| \| numanaka \| [nu'ma.na.ka] \| veneno \| veneno \| \| \| puhuyawka \| [pu.hu'yaw.ka, pu.hu'yaw.kwa] \| banana \| plátano \| \| \| saana \| ['saa.na] \| abiu \| caimito, tipo de árbol con fruta comestible \| \| \| sakatu \| ['sa.ka.tu] \| chirimoia \| chirimoya, anonas, tipo de árbol con fruta comestible \| \| \| sakɨhawtu \| [sa'kɨ.haw.tu] \| balsa \| balsa (árbol); tipo de madera utilizado para hacer la balsa (embarcación) \| \| \| sakwana \| [sa'kwa.na] \| jenipapo \| huito; un fruto con el que se pinta el pelo y la cara \| \| \| sawanatu \| [sa'wa.na.tu] \| samaúma sp. \| ceibo, ceiba, tipo de árbol grande del cual se saca un tipo de algodón que se usa con los virotes en la bodoquera \| \| \| sawku \| ['saw.ku] \| milho \| maíz, se refiere a la planta y a la comida \| \| \| sutarawkwa \| [su'ta.raw.kwa] \| cacau \| cacao, tipo de árbol que produce frutos con semillas comestibles \| \| \| taratu \| ['ta.ra.tu] \| sangue-de-dragão \| sangre de drago, tipo de planta \| \| \| tsakumaha \| [tsa'ku.ma.ha] \| patauá (fruto) \| pepa o fruto de la palmera ungurahui \| \| \| tsakumunaha \| [tsa.ku'mu.na.ha, tsa.ku'ma.na.ha] \| patauá (palmeira) \| ungurahui, tipo de palmera con frutas comestibles \| \| \| tsamarɨkaw \| [tsa'ma.rɨ.kaw] \| cabaça \| calabaza, pate (el árbol y el envase) \| \| \| tsawtu \| ['tsaw.tu] \| uva \| uva, tipo de planta y fruta comestible \| \| \| tsuinyaka \| [tsu'i.nya.ka] \| urtiga \| ortiga, tipo de planta con hojas lanceoladas con usos medicinales \| \| \| ukicha \| ['u.ki.cha] \| Carludovica palmata \| tipo de árbol conocido localmente como ‘paja toquilla’; se utilizan las hojas para hacer casas \| \| \| yawmɨka \| ['yaw.mɨ.ka] \| batata \| papa (planta y comida) \| \| |                                                                      |                                               | |                           |
| Záparo (ortografia) | Záparo (fonética)                                                    | Português                                     | Espanhol | Nome científico           |
| akaya | [a'ka.ya]                                                            | capivara                                      | ronsoco, capihuara (mamífero) | Hydrochoerus hydrochaeris |
| anasuicha | [a'na.su.i.cha]                                                      | lontra                                        | nutria, lobito de río, zorrito de río, cabeza de mate (mamífero)                                                                                | Lontra longicaudis        |
| anasuihya | [a.na.su'i.hya]                                                      | lontra                                        | término cariñoso para la nutria, lobito de río, zorrito de río, cabeza de mate (mamífero)                                                       | Lontra longicaudis        |
| arawsu | [a'raw.su]                                                           | tamanduá-mirim                                | oso hormiguero pequeño (mamífero) | Cyclopes didactylus       |
| arityawkuka | [a.ri'tyaw.ku.ka]                                                    | bugio                                         | mono coto (mamífero) | Alouatta seniculus        |
| aryawku | ['a.ryaw.ku, a'ryaw.ku]                                              | cachorro                                      | perro (mamífero) |                           |
| asay | [a'say]                                                              | tamanduá-bandeira                             | oso banderón, también conocido localmente como ‘tamanua’ (mamífero)                                                                             | Tamandua tetradactyla     |
| atari | [a'ta.ri]                                                            | morcego                                       | murciélago (mamífero) |                           |
| atawari imatinya | [a'ta.wa.ri i'ma.ti.nya]                                             | jaguarundi                                    | tigrillo (mamífero) | Herpailurus yagouaroundi  |
| awra | ['aw.ra]                                                             | onça-parda                                    | puma, lluichupuma (mamífero) | Puma concolor             |
| chiriha | ['chi.ri.ha]                                                         | preguiça-de-hoffmann                          | tipo de pelejo de dos dedos, más pequeño que el animal conocido localmente como ‘indilʸama’ (mamífero)                                          | Choloepus hoffmanni       |
| imatinya | [i'ma.ti.nya]                                                        | onça-preta                                    | tigre, jaguar, otorongo (mamífero) | Panthera onca             |
| iyari | ['i.ya.ri]                                                           | queixada                                      | huangana, puerco montés (mamífero) | Tayassu pecari            |
| ɨsɨka | ['ɨ.sɨ.ka]                                                           | sauim                                         | chichico, mono támarin, término general (mamífero)                                                                                              | Saguinus spp.             |
| kahi | ['ka.hi, 'kaa.hi]                                                    | preguiça-real                                 | pelejo de dos dedos (mamífero) | Choloepus didactylus      |
| kakɨka imatinya | ['ka.kɨ.ka i'ma.ti.nya]                                              | onça-parda                                    | pantera negra (mamífero) | Puma concolor             |
| kamɨtaka | [ka'mɨ.ta.ka]                                                        | quatipuru                                     | ardilla (mamífero) |                           |
| kararanu | [ka'ra.ra.nu]                                                        | ariranha                                      | lobo de río, lobo marino (mamífero) | Pteronura brasiliensis    |
| kashakawka | [ka.sha'kaw.ka]                                                      | veado-catingueiro                             | venado cenizo, venado gris (mamífero) | Mazama gouazoubira        |
| kashawkunu | [ka'shaw.ku.nu]                                                      | cutiara                                       | guatusa, punchana, añuje menor (mamífero) | Myoprocta pratti          |
| kashi | ['ka.shi, 'kaa.shi]                                                  | caititu                                       | sajino, pecari (mamífero) | Pecari tajacu             |
| kashiricha | [ka'shi.ri.cha]                                                      | rato                                          | rata, ratón, término general (mamífero) |                           |
| kashiricha | [ka'shi.ri.cha]                                                      | rato, Cricetidae sp. (Phyllotis xanthopygus?) | pericote (mamífero) |                           |
| kawruruku | [kaw'ru.ru.ku]                                                       | parauaçu                                      | mono huapo negro (mamífero) | Pithecia monachus         |
| kɨawka | ['kɨ.aw.ka, 'kɨ.aw.kwa]                                              | macaco-de-cheiro                              | mono fraile, mono ardilla, mono barisa (mamífero)                                                                                               | Saimiri sciureus          |
| kɨraytya muraka | [kɨ'ray.tya 'mu.ra.ka]                                               | tatu-canastra                                 | carachupa mama (mamífero) | Priodontes maximus        |
| kuchi | ['ku.chi]                                                            | porco                                         | chancho, puerco; prestado del kichwa (mamífero)                                                                                                 |                           |
| kwatɨ | ['kwa.tɨ]                                                            | macaco-prego                                  | mono blanco, tipo de mono capuchino (mamífero)                                                                                                  | Cebus albifrons           |
| kwatɨkaw | ['kwa.tɨ.kaw]                                                        | macaco-prego                                  | bebé del mono blanco, tipo de mono capuchino (mamífero)                                                                                         | Cebus albifrons           |
| kwɨsaw | ['kwɨ.saw]                                                           | jupará                                        | cosombo, chosna (mamífero) | Potos flavus              |
| maaha | ['maa.ha]                                                            | caramujo                                      | churo, tipo de caracol acuático comestible |                           |
| maaha imatinya | ['maa.ha i'ma.ti.nya]                                                | gato-do-mato                                  | tipo de tigrillo del tamaño de un gato doméstico (mamífero)                                                                                     | Leopardus tigrinus        |
| masarityu | [ma'sa.ri.tyu]                                                       | irara                                         | manco, tayra, cabeza de mate (mamífero) | Eira barbara              |
| mɨarawka | [mɨ'a.raw.ka, mɨ'ya.raw.ka, mɨ'a.raw.kwa, mi'a.raw.kwa, mi'a.raw.ka] | macaco-da-noite                               | mono musmuqui (mamífero) | Aotus vociferans          |
| mukaha | ['mu.ka.ha]                                                          | mucura-xixica                                 | raposa (mamífero) | Caluromys spp.            |
| munuri | ['mu.nu.ri]                                                          | cuandu                                        | puerco espín, erizo (mamífero) | Coendou spp.              |
| muraka | ['mu.ra.ka]                                                          | tatu                                          | carachupa, armadillo (mamífero) | Dasypus spp.              |
| nakuhinya aryawku | [na.ku'hi.nya a'ryaw.ku]                                             | cachorro-do-mato                              | perro del monte (mamífero) |                           |
| nɨkɨru | [nɨ'kɨ.ru]                                                           | veado-mateiro                                 | venado colorado (mamífero) | Mazama americana          |
| nyatsaruɨka | [nya.tsa'ru.ɨ.ka]                                                    | sagui-pigmeu                                  | mono leoncillo | Cebuella pygmaea          |
| patawka | ['pa.taw.ka, 'pa.taw.kwa]                                            | macaco-barrigudo                              | mono choro (mamífero) | Lagothrix lagotricha      |
| pawaka | ['pa.wa.ka]                                                          | caracol                                       | caracol de tierra, comestible |                           |
| pinyawka | ['pi.nyaw.ka]                                                        | jaguatirica                                   | tipo de tigre del tamaño de un perro (mamífero)                                                                                                 | Leopardus pardalis        |
| saarɨha | ['saa.rɨ.ha, sa'rɨ.ha]                                               | coatá                                         | mono maquisapa con pecho amarillo (mamífero) | Ateles belzebuth          |
| sunaku | ['su.na.ku]                                                          | gambá                                         | zarigüeya (mamífero) | Didelphis marsupialis     |
| tawrɨya | [taw'rɨ.ya]                                                          | paca                                          | guanta, majás, picuro, paca (mamífero) | Cuniculus paca            |
| tsumakaw | ['tsu.ma.kaw]                                                        | zogue-zogue                                   | mono tocón (mamífero) | Callicebus discolor       |
| tsutsawka | ['tsu.tsaw.ka, 'tsu.tsaw.kwa]                                        | macaco-prego sp.                              | mono negro, mono machín negro, tipo de mono capuchin (mamífero)                                                                                 | Cebus apella              |
| uhu | ['u.hu]                                                              | quati                                         | coati, tejón (mamífero) | Nasua nasua               |
| umuka | ['u.mu.ka]                                                           | cutia                                         | guatín, tipo de roedor (mamífero) | Dasyprocta fuliginosa     |
| yasuka | ['ya.su.ka, 'ya.su.kwa]                                              | anta                                          | danta, sachavaca, tapir (mamífero) | Tapirus terrestris        |
| yasuka | ['ya.su.ka, 'ya.su.kwa]                                              | anta                                          | danta, sachavaca, tapir (mamífero) | Tapirus terrestris        |
| amuka | ['a.mu.ka]                                                           | urubu                                         | buitre, término general (ave) |                           |
| atawari | [a'ta.wa.ri]                                                         | galinha                                       | gallina, gallo, pollo (ave) |                           |
| kɨraka suraka | ['kɨ.ra.ka 'su.ra.ka]                                                | arara-cabeça-grande                           | tipo de guacamayo conocido por su cabeza grande (ave)                                                                                           |                           |
| masanaka | [ma.sa'na.ka]                                                        | garça                                         | garza (ave) |                           |
| matsakaw | ['ma.tsa.kaw]                                                        | jacamim                                       | trompetero |                           |
| naraaka | ['na.raa.ka]                                                         | carará                                        | anhinga, tipo de ave acuática |                           |
| pawku | ['paw.ku]                                                            | jacu-de-spix                                  | pava amazónica, pucacunga |                           |
| piawka | ['pi.aw.ka, 'pi.aw.kwa]                                              | mutum                                         | paujil |                           |
| pishaka | ['pi.sha.ka]                                                         | pássaro                                       | ave, pájaro, término general |                           |
| suinyuka | [su'i.nyu.ka]                                                        | rolinha                                       | tipo de tórtola de tierra (ave) |                           |
| suraka | ['su.ra.ka]                                                          | arara                                         | guacamayo, papagayo, término general (ave) |                           |
| shiawrɨka | [shi'aw.rɨ.ka]                                                       | papagaio                                      | perico, tipo de loro (ave) |                           |
| shiryawku | ['shi.ryaw.ku]                                                       | coruja sp.                                    | tipo de lechuza pequeña (ave) |                           |
| tawicha | ['ta.wi.cha]                                                         | maitaca                                       | tipo de loro conocido localmente como ‘catarnica’ (ave)                                                                                         |                           |
| tɨkɨrɨka suraka | [tɨ'kɨ.rɨ.ka 'su.ra.ka]                                              | arara-amarela                                 | guacamayo amarillo (ave) |                           |
| tukutukuka | [tu.ku.tu'ku.ka]                                                     | coruja sp.                                    | tipo de lechuza que anda en el monte (ave) |                           |
| tsɨtsɨkɨrɨka | [tsɨ.tsɨ'kɨ.rɨ.ka]                                                   | pica-pau sp.                                  | tipo de carpintero pequeño (ave) |                           |
| tsunuka | ['tsu.nu.ka]                                                         | pica-pau sp.                                  | tipo de carpintero pequeño (ave) |                           |
| uihya | [u'i.hya]                                                            | beija-flor                                    | picaflor, término general (ave) |                           |
| arɨmanu | [a'rɨ.ma.nu]                                                         | curimbatá                                     | sábalo (pez) |                           |
| ashinya | ['a.shi.nya]                                                         | jaú                                           | bagre, zúngaro (pez) |                           |
| kahanu | ['ka.ha.nu]                                                          | ituí?                                         | tipo de pez conocido localmente como ‘macana’ o ‘yayu’                                                                                          |                           |
| kawɨmaka | [ka'wɨ.ma.ka]                                                        | acará?                                        | bujurqui (pez) |                           |
| nima | ['ni.ma]                                                             | piranha, pacu                                 | nombre para varios tipos de los peces palomita y piraña                                                                                         |                           |
| sapi | ['sa.pi]                                                             | arraia                                        | raya, tipo de pez |                           |
| shirityunaka | [shi.ri'tyu.na.ka]                                                   | Prochilodus nigricans                         | boquichico, bocachico (pez); también término general para pescado                                                                               |                           |
| umashi | ['u.ma.shi]                                                          | traíra                                        | tipo de pez conocido como ‘huasaco’ o ‘huanchichi’                                                                                              |                           |
| iyawricha | [i'yaw.ri.cha]                                                       | jabuti                                        | tortuga de tierra, de tamaño pequeño |                           |
| mɨrɨhanu | [mɨ.rɨ'ha.nu]                                                        | jararaca                                      | jergón, tipo de víbora venenosa (reptil) |                           |
| sawɨraw | ['sa.wɨ.raw]                                                         | jiboia                                        | boa, tipo de culebra, término general |                           |
| surɨkawnu | [su'rɨ.kaw.nu]                                                       | surucucu                                      | matacaballo, tipo de víbora venenosa |                           |
| tuchihya | ['tu.chi.hya]                                                        | tartaruga-da-amazônia                         | charapa, tipo de tortuga que vive en el agua |                           |
| ahapaka | [a'ha.pa.ka]                                                         | vespa, abelha                                 | avispas, abejas, forma plural del término general                                                                                               |                           |
| ahapanu | [a.ha'pa.nu, a'ha.pa.nu]                                             | vespa, abelha                                 | avispa, abeja, término general |                           |
| amanakaw | [a'ma.na.kaw]                                                        | borboleta                                     | mariposa, término general (insecto) |                           |
| anaasu | [a'naa.su]                                                           | mosquito                                      | zancudo (insecto) |                           |
| anatuka | [a'na.tu.ka]                                                         | cupim                                         | comején (insecto) |                           |
| chiriku | [chi'ri.ku]                                                          | grilo sp.                                     | tipo de grillo que se encuentra en la casa (insecto)                                                                                            |                           |
| ikinyahwa | [i'ki.nya.hwa, i'ki.nyaw.hwa, i.ki'nyaw.hwa]                         | saúva                                         | tipo de hormiga que corta y lleva hojas, también llamado curhuince (insecto)                                                                    |                           |
| ityawru | ['i.tyaw.ru]                                                         | minhoca sp.                                   | tipo de lombriz que se utiliza para pescar |                           |
| iwana | ['i.wa.na]                                                           | mel de abelha                                 | miel de abeja |                           |
| kawnunaka | [kaw'nu.na.ka]                                                       | aranha                                        | araña, término general |                           |
| kusɨpiawka | [ku.sɨ'pi.aw.ka, ku.sɨ'pi.aw.kwa]                                    | aranha-d'água?                                | tipo de insecto que se conoce porque corre en la superficie de las aguas                                                                        |                           |
| kwanahunu | [kwa'na.hu.nu]                                                       | formiga                                       | hormiga, término general |                           |
| kwananu | ['kwa.na.nu]                                                         | formiga                                       | hormiga, término general |                           |
| masawku | [ma'saw.ku]                                                          | tocandira                                     | conga, tipo de hormiga negra grande y venenosa que pica fuerte                                                                                  |                           |
| naminyawaha | [na.mi'nya.wa.ha]                                                    | borboleta (Morpho)                            | tipo de mariposa muy grande con alas azules (insecto)                                                                                           |                           |
| nɨnakuha | [nɨ.na'ku.ha]                                                        | ácaro (Trombiculidae)                         | coloradillo, isango; tipo de ácaro parásito de la piel de color rojo y de tamaño muy pequeño que causa comezón                                  |                           |
| sukanaka | [su'ka.na.ka, su'kwa.na.ka]                                          | piolho                                        | piojo (insecto) |                           |
| shimanaka | [shi'ma.na.ka, shi'ma.na.ka]                                         | carrapato                                     | garrapata (insecto) |                           |
| shinyakuka | [shi'nya.ku.ka]                                                      | berne, ura                                    | tupe, tupo, la larva parásita de una mosca que causa abscesos en la piel de humanos, perros y otros animales                                    |                           |
| shiriricha | [shi'ri.ri.cha]                                                      | escorpião                                     | alacrán (insecto) |                           |
| shɨkuryawka | [shɨ.ku'ryaw.ka]                                                     | lacraia                                       | cienpiés (insecto) |                           |
| tupaka | ['tu.pa.ka]                                                          | cera de abelha                                | cera, producto de las abejas |                           |
| tsarapicha | [tsa'ra.pi.cha]                                                      | minhocuçu                                     | tipo de lombriz muy gruesa que se usa en la pesca                                                                                               |                           |
| upanicha | [u'pa.ni.cha]                                                        | carapanã                                      | tipo de zancudo (insecto) |                           |
| amarihya | [a'ma.ri.hya, a'ma.ri.ha]                                            | pupunha                                       | chonta, pijuayo; tipo de palmera cuyos frutos son comestibles y cuya madera sirve para fabricar casas y bodoqueras                              |                           |
| aminyaka | [a'mi.nya.ka]                                                        | chácara                                       | chacra, un terreno donde una persona, una pareja o una familia siembra, cultiva, y cosecha plantas comestibles                                  |                           |
| anakuka | [a'na.ku.ka]                                                         | pimenta                                       | ají |                           |
| apuna | [a'pu.na]                                                            | cacau                                         | cacao silvestre (planta) |                           |
| ashinyatu | [a'shi.nya.tu]                                                       | samaúma                                       | ceibo rojo, lupuna, tipo de árbol muy grande, usado para hacer canoas                                                                           |                           |
| awashinyaha | [a.wa'shi.nya.ha]                                                    | paxiúba                                       | pambil, tarapoto, tipo de palmera (Iriartea deltoidea)                                                                                          |                           |
| awnɨka | ['aw.nɨ.ka]                                                          | tabaco                                        | tabaco (planta) |                           |
| aynyaha | ['ay.nya.ha]                                                         | fruta-pão                                     | fruta de pan |                           |
| chiripaka | [chi'ri.pa.ka]                                                       | mamão                                         | papaya (fruta comestible) |                           |
| ichawkanaka | [i.chaw'ka.na.ka, i.chaw'kwa.na.ka]                                  | cana-de-açúcar                                | caña dulce |                           |
| imatsaka | [i'ma.tsa.ka]                                                        | batata doce                                   | camote, planta similar a la papa con raíz dulce comestible                                                                                      |                           |
| inyawhwa | [i'naw.hwa, i'nya.hwa]                                               | urucum                                        | achiote, arbusto cuyas semillas producen una sustancia de color rojo que es utilizada como colorante y pintura, inclusive para la cara (planta) |                           |
| ishawna | ['i.shaw.na]                                                         | Brugmansia                                    | floripondio, planta de tipo arbusto con flores grandes colgantes, usada por sus propiedades alucinógenas                                        |                           |
| ityawryawka | [i.tyaw'ryaw.ka]                                                     | timbó                                         | barbasco, tipo de planta utilizada en la pesca porque produce una sustancia química que paraliza las agallas de los peces                       |                           |
| iyawka | ['i.yaw.ka, 'i.yaw.kwa]                                              | corda, Mikania                                | soga, bejuco |                           |
| iyawna | [i'yaw.na]                                                           | ayahuasca                                     | la planta de ayahuasca, tipo de bejuco con propiedades alucinógenas                                                                             |                           |
| kapihyawtu | [ka'pi.hyaw.tu]                                                      | balsa                                         | balsa, topa (árbol) |                           |
| karawana | [ka'ra.wa.na]                                                        | cana-flecha                                   | caña brava |                           |
| kutsarawka | [ku'tsa.raw.ka, ku'tsa.raw.kwa]                                      | mocambo                                       | cacao blanco, macambo, un fruto comestible |                           |
| kutsatu | ['ku.tsa.tu]                                                         | seringueira sp.                               | tipo de árbol que produce caucho, látex |                           |
| muɨha | [mu'ɨ.ha]                                                            | mandioca                                      | yuca |                           |
| nakuna | ['na.ku.na]                                                          | árvore (geral)                                | árbol; tronco, palo |                           |
| numanaka | [nu'ma.na.ka]                                                        | veneno                                        | veneno |                           |
| puhuyawka | [pu.hu'yaw.ka, pu.hu'yaw.kwa]                                        | banana                                        | plátano |                           |
| saana | ['saa.na]                                                            | abiu                                          | caimito, tipo de árbol con fruta comestible |                           |
| sakatu | ['sa.ka.tu]                                                          | chirimoia                                     | chirimoya, anonas, tipo de árbol con fruta comestible                                                                                           |                           |
| sakɨhawtu | [sa'kɨ.haw.tu]                                                       | balsa                                         | balsa (árbol); tipo de madera utilizado para hacer la balsa (embarcación)                                                                       |                           |
| sakwana | [sa'kwa.na]                                                          | jenipapo                                      | huito; un fruto con el que se pinta el pelo y la cara                                                                                           |                           |
| sawanatu | [sa'wa.na.tu]                                                        | samaúma sp.                                   | ceibo, ceiba, tipo de árbol grande del cual se saca un tipo de algodón que se usa con los virotes en la bodoquera                               |                           |
| sawku | ['saw.ku]                                                            | milho                                         | maíz, se refiere a la planta y a la comida |                           |
| sutarawkwa | [su'ta.raw.kwa]                                                      | cacau                                         | cacao, tipo de árbol que produce frutos con semillas comestibles                                                                                |                           |
| taratu | ['ta.ra.tu]                                                          | sangue-de-dragão                              | sangre de drago, tipo de planta |                           |
| tsakumaha | [tsa'ku.ma.ha]                                                       | patauá (fruto)                                | pepa o fruto de la palmera ungurahui |                           |
| tsakumunaha | [tsa.ku'mu.na.ha, tsa.ku'ma.na.ha]                                   | patauá (palmeira)                             | ungurahui, tipo de palmera con frutas comestibles                                                                                               |                           |
| tsamarɨkaw | [tsa'ma.rɨ.kaw]                                                      | cabaça                                        | calabaza, pate (el árbol y el envase) |                           |
| tsawtu | ['tsaw.tu]                                                           | uva                                           | uva, tipo de planta y fruta comestible |                           |
| tsuinyaka | [tsu'i.nya.ka]                                                       | urtiga                                        | ortiga, tipo de planta con hojas lanceoladas con usos medicinales                                                                               |                           |
| ukicha | ['u.ki.cha]                                                          | Carludovica palmata                           | tipo de árbol conocido localmente como ‘paja toquilla’; se utilizan las hojas para hacer casas                                                  |                           |
| yawmɨka | ['yaw.mɨ.ka]                                                         | batata                                        | papa (planta y comida) |                           |

## Bibliografía
- Andrade Pallares, Carlos. La lengua y otras manifestaciones culturales del pueblo zápara. Expediente preparado para la Candidatura de la Cultura Oral del Pueblo Zápara. Programa de Patrimonio Oral e Inmaterial de la Humanidad. Puyo: ANAZPA/ UNESCO, 2001.
- Fabre, Alain. Diccionario etnolingüístico y guía bibliográfica de los pueblos indígenas sudamericanos. Tampere: Tamperen Teknillinen Ylliopisto, 2005 (en elaboración -- versión en línea en https://web.archive.org/web/20110720194704/http://butler.cc.tut.fi/~fabre/BookInternetVersio/)
- Gordon, Raymond G., Jr. (ed.). Ethnologue: Languages of the World, Fifteenth edition. Dallas, Tex.: SIL International, 2005. Versión en línea: http://www.ethnologue.com/.
- Juncosa, José E. «Mapa lingüístico de la Amazonía ecuatoriana». En: Francisco Queixalós & Odile Renault- Lescure (eds.), As línguas amazônicas hoje: 263-275. São Paulo: ISA/ IRD/ MPEG, 2000.
- Osculati, Gaetano. Explorazione delle regioni equatoriali lungo il Napo ed il fiume delle Amazzoni (1846-1848). Milán: 1850.
- Reeve, Mary Elizabeth. Los quichuas del Curaray. El proceso de formación de la identidad. Quito: Abya-Yala, 1988.
- Stark, Louisa R. «Indigenous languages of Lowland Ecuador». En: Harriet E. Manelis Klein & Louisa R. Stark (eds.), South American Indian languages. Retrospect and prospect: 157-193. Austin: University of Texas Press. 1985
- Tessmann, Günter. Die Indianer Nordost-Perus. Hamburgo: 1930.